# Rózsakeresztes manifesztumok
Rózsakeresztes manifesztumok alatt eredendően az 1614 és 1617 között megjelent három rózsakeresztes kiáltványt és későbbi teljes-szövegű fordításait értjük.

## Eredetük
1614 és 1617 között három, szerzői megjelölés nélküli kiáltvány (manifesztum) jelent meg, először Németországban, majd később szerte Európában. Ezek a Fama Fraternitatis Roseae Crucis (Híradás a rózsakeresztes testvériségről, 1614), a Confessio Fraternitatis Roseae Crucis (Rózsakeresztes hitvallás, 1615) és a Chymische Hochzeit Christiani Rosencreutz Anno 1459 (Christian Rosenkreutz Kémiai Menyegzője, 1617) voltak.
A Fama Fraternitatis egy német misztikus filozófus történetét mutatja be, akire "C.R.C. atyaként", illetve "C.R. testvérként" hivatkozik a szöveg és csak később a harmadik manifesztumban azonosítják Christian Rosenkreutz-cal. 1378 jelenik meg "Christian atyánk" születési éveként és azt állítja az írás, hogy 106 évet élt. Miután különböző - vélhetően a szúfizmushoz köthető - közel-keleti mestertől elsajátította ezoterikus tudását, azt nem sikerült Európa prominens tudósai és filozófusai között elterjesztenie. Ehelyett barátok, tanítványok szűk körét gyűjtötte össze és megalapította a Rózsakeresztes rendet, mely következtetés útján kb. 1407 körül történhetett meg.
A Rend állítása szerint, Rosenkreutz élete során a Rend mindössze nyolc tagot számlált, akik nőtlenségi fogadalmat tettek és mindegyikük valamely tudományterület doktora volt. Betegek ingyenes gyógyítására esküdtek fel, titkos szövetségre léptek egymással és kötelezettséget vállaltak, hogy maguk helyett méltó utódot találnak haláluk után követőül. Kb. 1500 és 1600 között három generáció követte egymást, miután elérkezettnek látták az időt a tudományos, a filozófiai és vallási területeken kialakult nagyobb szabadság nyomán, hogy a szélesebb nyilvánosság javára is szolgálhasson a rózsakeresztes tudás, így elkezdtek a tudás befogadására alkalmas embereket keresni.

## Fogadtatásuk
A manifesztumok sokak szerint nem szó szerint értendők. Így volt ez már a maga idejében is és így van ez ma is. Egyesek hoaxnak tartják, míg mások allegóriának, mivel egy helyütt az az állítás szerepel bennük, hogy "Parabolákban szólunk hozzátok, ám készséggel megadjuk nektek minden titok helyes, egyszerű, természetes és eredeti ismertetését, értelmét, magyarázatát és meghatározását."
Nyilvánvalónak tűnik, hogy az első rózsakeresztes manifesztumokra az ismert hermetikus filozófus - Heinrich Khunrath - munkája, az 1609-ben kiadott Amphitheatrum Sapientiae Aeternae írója, hatott, akire viszont az 1564-es keltezésű Monas Hieroglyphica szerzője, John Dee volt nagy hatással. A Christian Rosenkreutz Kémiai Menyegzője királyi esküvőre szóló meghívása Dee filozófiai kulcsával, a Monas Hieroglyphica szimbólumával kezdődik. Adam Haslmayr, aki a Paracelsus műveit összegyűjtő Karl Widemann közeli barátja volt, levelet írt neki a rózsakeresztesekről 1611. december 24-i keltezéssel.
Írásműveik erkölcsi és vallási megújítóknak mutatja be a rózsakereszteseket, akik kémiai (alkímiai) és más tudományos módszereket használtak véleményük, meggyőződésük kinyilvánítására.
Johann Valentin Andreae (1586–1654) önéletrajzában azt állítja, hogy a névtelenül kiadott Kémiai Menyegző az ő műve és nem más, mint gúnyirat. Későbbi műveiben nevetség tárgyává teszi az alkímiát és a zenével, színházzal és az asztrológiával együtt a komolytalan tudományok közé sorolja. Más források szerint ugyanakkor a rózsakeresztesek legendája eredetében játszott szerepe ellentmondásos. Mások azonban általánosan elfogadják kapcsolatát velük.

## Lásd még
- Christian Rosenkreutz
- Rózsakeresztesek
- Rózsakeresztes rend
- Fama Fraternitatis
- Confessio Fraternitatis
- Christian Rosenkreutz kémiai menyegzője
- Egy kritikai írás: Archived copy. [2008. május 13-i dátummal az eredetiből archiválva]. (Hozzáférés: 2009. január 30.)